# Roberto Micheletti
Roberto Micheletti (per malnom Goriletti) va néixer el 14 d'agost de 1943 i va ser el president d'Hondures entre el 28 juny de 2009 i el 27 gener de 2010 havent arribat a aquest càrrec gràcies a un cop d'estat. La seva presidència es considera il·legal per la comunitat internacional i les institucions locals.
És fill d'emigrants italians de Bèrgam a la Llombardia, membre del Partit Liberal d'Honduras i propietari de la xarxa social Cielo.com.

## Cop d'estat i presidència
Va ser nomenat president pel Congrés Nacional d'Hondures durant la crisi política d'aquest país i l'arrest militar de l'anterior president Manuel Zelaya.
Cap estat va reconèixer a Micheletti com a president i l'Organització d'Estats Americans (OAS) va manifestar que no reconeixeria cap altre govern que el del president electe, Manuel Zelaya, mentre el president dels Estats Units Barack Obama va condemnar també els esdeveniments.
El seu govern va organotzar les eleccions generals de 29 de novembre sense la presència de les principals missions d'observació internacional com la UE i la OEA, i en elles va guanyar Porfirio Lobo Sosa del Partido Nacional de Honduras. Una de les seves darreres accions va ser la retirada d'Hondures de l'Aliança Bolivariana per les Amèriques.